# Особая точка (дифференциальные уравнения)
В математике особой точкой векторного поля называется точка, в которой векторное поле равно нулю. Особая точка векторного поля является положением равновесия или точкой покоя динамической системы, определяемой данным векторным полем: фазовая траектория с началом в особой точке состоит в точности из этой особой точки, а соответствующая ей интегральная кривая представляет собой прямую, параллельную оси времени.
В любой малой окрестности фазового пространства, не содержащей особых точек, векторное поле можно выпрямить подходящей заменой координат — тем самым, поведение системы вне особых точек устроено одинаково и очень просто. Напротив, в окрестности особой точки система может обладать очень сложной динамикой. Говоря о свойствах особых точек векторных полей, обычно подразумевают свойства соответствующей системы в малой окрестности особой точки.

## Особые точки векторных полей на плоскости
Простейшими примерами особых точек являются особые точки линейных векторных полей на плоскости. С понятием векторного поля на плоскости можно связать линейную систему дифференциальных уравнений вида:
{\displaystyle {\dot {x}}=Ax},
где {\displaystyle x=(x_{1},x_{2})} — точка на плоскости, {\displaystyle A} — матрица {\displaystyle 2\times 2}. Очевидно, точка {\displaystyle x=(0,0)} в случае невырожденной матрицы {\displaystyle A} является единственной особой точкой такого уравнения.
В зависимости от собственных значений матрицы {\displaystyle A}, различают четыре типа невырожденных особых точек линейных систем: узел, седло, фокус, центр.
| Тип собственных значений                          | Собственные значения на комплексной плоскости | Тип особой точки   | Тип фазовых траекторий  | Вид фазовых траекторий |
| ------------------------------------------------- | --------------------------------------------- | ------------------ | ----------------------- | ---------------------- |
| Чисто мнимые                                      |                                               | Центр              | окружности, эллипсы     |                        |
| Комплексные с отрицательной действительной частью |                                               | Устойчивый фокус   | Логарифмические спирали |                        |
| Комплексные с положительной действительной частью |                                               | Неустойчивый фокус | Логарифмические спирали |                        |
| Действительные отрицательные                      |                                               | Устойчивый узел    | параболы                |                        |
| Действительные положительные                      |                                               | Неустойчивый узел  | параболы                |                        |
| Действительные разных знаков                      |                                               | Седло              | гиперболы               |                        |